# Laureano (nombre)
Laureano es un nombre propio de origen latino cuyo significado es 'el de corona de laurel'. Su variante femenino es Laureana.
Las variantes del nombre en otros idiomas son:
- Lauro: Rumano, español, italiano, portugués , catalán , francés, serbio, gallego.
- Laurian: Rumano, francés.
- Llorián: Asturiano.
- Laureanno.[1]